# Episodi di Scrubs - Medici ai primi ferri (ottava stagione)
L'ottava stagione della serie televisiva Scrubs - Medici ai primi ferri, composta da diciannove episodi, è andata in onda sulla ABC dal 6 gennaio al 6 maggio 2009; è la prima stagione a essere andata in onda sulla ABC, dato che le sette precedenti sono andate in onda sul network NBC. In Italia è andata in onda su MTV Italia dall'8 ottobre 2009 al 20 dicembre 2009.
| nº | Titolo originale        | Titolo italiano                   | Prima TV USA     | Prima TV Italia  |
| -- | ----------------------- | --------------------------------- | ---------------- | ---------------- |
| 1  | My Jerks                | I miei cretini                    | 6 gennaio 2009   | 8 ottobre 2009   |
| 2  | My Last Words           | Le mie ultime parole              | 6 gennaio 2009   | 8 ottobre 2009   |
| 3  | My Saving Grace         | La mia ancora di salvataggio      | 13 gennaio 2009  | 15 ottobre 2009  |
| 4  | My Happy Place          | Il mio posto felice               | 13 gennaio 2009  | 15 ottobre 2009  |
| 5  | My ABC's                | Il mio ABC                        | 27 gennaio 2009  | 22 ottobre 2009  |
| 6  | My Cookie Pants         | I miei pantaloni dei biscotti     | 27 gennaio 2009  | 22 ottobre 2009  |
| 7  | My New Role             | Il mio nuovo ruolo                | 3 febbraio 2009  | 29 ottobre 2009  |
| 8  | My Lawyer's In Love     | Il mio avvocato innamorato        | 3 febbraio 2009  | 29 ottobre 2009  |
| 9  | My Absence              | La mia assenza                    | 10 febbraio 2009 | 12 novembre 2009 |
| 10 | My Comedy Show          | Il mio comedy show                | 10 febbraio 2009 | 12 novembre 2009 |
| 11 | My Nah Nah Nah          | Il mio nah nah nah                | 18 marzo 2009    | 19 novembre 2009 |
| 12 | Their Story II          | La loro storia II                 | 25 marzo 2009    | 19 novembre 2009 |
| 13 | My Full Moon            | La mia luna piena                 | 1º aprile 2009   | 26 novembre 2009 |
| 14 | My Soul On Fire, Part 1 | La mia anima in fiamme (1ª parte) | 8 aprile 2009    | 26 novembre 2009 |
| 15 | My Soul On Fire, Part 2 | La mia anima in fiamme (2ª parte) | 15 aprile 2009   | 3 dicembre 2009  |
| 16 | My Cuz                  | Il mio perché                     | 22 aprile 2009   | 3 dicembre 2009  |
| 17 | My Chief Concern        | La mia preoccupazione principale  | 5 maggio 2009    | 10 dicembre 2009 |
| 18 | My Finale (1/2)         | Il mio finale (1ª parte)          | 6 maggio 2009    | 10 dicembre 2009 |
| 19 | My Finale (2/2)         | Il mio finale (2ª parte)          | 6 maggio 2009    | 20 dicembre 2009 |

## I miei cretini
- Titolo originale: My Jerks
- Diretto da: Michael Spiller
- Scritto da: Angela Nissel

### Trama
Il nuovo primario dell'ospedale è la dottoressa Taylor Maddox (Courteney Cox), considerata non solo molto sexy ma anche molto amichevole. J.D. è alle prese con nuovi specializzandi particolarmente problematici: Katie è un'arrampicatrice che utilizza ogni mezzo per prevaricare sugli altri, Denise è insensibile verso i pazienti ed Ed è interessato a tutto fuorché alla medicina e ai pazienti. I tirocinanti esasperano J.D. e lui decide di non voler più occuparsi della loro istruzione, lasciando questa incombenza all'assistente dalla voce stridula. Il dottor Cox è convinto che il nuovo primario sia in realtà un'idiota, ma si rifiuta di parlare con la diretta interessata.
A Elliot viene fatto notare invece che è un'egoista egocentrica, soprattutto per il modo in cui ha trattato Keith. È Ted a farle capire come in realtà Keith soffra ancora molto per essere stato abbandonato prima del matrimonio e che finge il contrario davanti a lei solo per orgoglio. Così, soprattutto su spinta di Carla, la ragazza chiarisce una volta per tutte con il suo ex.
Cox convince J.D. a riprendere i suoi specializzandi e gli fa capire che è un suo preciso dovere insegnare ai nuovi medici, indipendentemente dai loro comportamenti. Cox parlerà con la Maddox, che si rivelerà essere esattamente quello che lui temeva: un'idiota attaccata ai soldi. Inoltre la Maddox licenzia l'inserviente dopo averlo visto fare uno dei suoi soliti scherzi a J.D. e al suo posto viene chiamato un vecchietto cordiale.

## Le mie ultime parole
- Titolo originale: My Last Words
- Diretto da: Bill Lawrence
- Scritto da: Aseem Batra

### Trama
J.D. e Turk si preparano per la "Notte Bistecca", una speciale serata in cui ogni anno mangiano bistecca fino a star male. La dottoressa Maddox intanto ha conosciuto Jordan e le due, entrambe meschine, diventano subito amiche. J.D. cerca di spiegare a Denise che deve essere gentile e premurosa con i pazienti, e cerca di convincere Ed a smettere di inventare nuovi saluti che lo infastidiscono. Alla fine arriva sera e, poco prima di partire per andare al ristorante, l'attenzione di J.D. e Turk viene attratta da un malato: si chiama George ed è terminale. L'uomo chiede loro un'ultima birra, che gli vanno ad acquistare (assieme a dei razzi da segnalazione). L'uomo, dopo essersi gustato la birra, lascia andare i due dicendo che i suoi parenti stanno arrivando, così J.D. lo lascia alle "cure" di Denise, tuttavia si scopre immediatamente che questo è falso, così i due giovani medici tornano sui loro passi e, rinunciando alla loro "Notte Bistecca", passano la serata con George per tenergli compagnia. La riflessione principale di J.D. sta nel fatto che vorrebbe che il suo ultimo pensiero fosse sereno; e in effetti è proprio quello che succede a George che, prima di addormentarsi per l'ultima volta, si rende conto che la birra che ha bevuto era veramente buona. J.D. e Turk, in suo onore, vanno sul tetto dell'ospedale a bere birra e lanciare razzi in aria.

## La mia ancora di salvataggio
- Titolo originale: My Saving Grace
- Diretto da: Michael Spiller
- Scritto da: Janae Bakken

### Trama
Tutti nell'ospedale sono alle prese con l'onnipresente dottoressa Maddox, che impedisce qualsiasi trucco per aggirare il sistema e aiutare i pazienti senza assicurazione. Il dottor Cox ne fa una questione personale, tanto da coinvolgere anche l'inserviente per riuscire a farla licenziare. Alla fine, tutti si alleano contro la Maddox, ma diventa fondamentale l'intervento di Kelso per ottenere il suo licenziamento, visto che conosce tutti gli scheletri nell'armadio dei membri del consiglio di amministrazione. Così Cox si ritrova a chiedergli scusa e ad ammettere che averlo come primario era meglio, perché era un nemico che conosceva e che ogni tanto aveva sprazzi di umanità. Dopo questa confessione, Kelso riesce a convincere il consiglio a cacciare la Maddox e, dopo questo avvenimento, i rapporti tra Kelso e Cox saranno molto più amichevoli.
Nel frattempo Carla sorprende la specializzanda Katie a prendersi il merito con Elliot per una cura che non ha eseguito veramente lei, allora le parla per farle capire quanto i suoi modi relazionali e lavorativi siano deleteri per lei. Katie le racconta del suo passato triste per giustificarsi, ma Carla le risponde elencando le sfortune personali sue e dei suoi colleghi, dicendole che non importa quanto abbia sofferto in passato, non deve usarlo come scusa per passare sopra le spalle degli altri. Alla fine Katie inizia a comportarsi in modo più umile.

## Il mio posto felice
- Titolo originale: My Happy Place
- Diretto da: Ken Whittingham
- Scritto da: Taii K. Austin

### Trama
Kelso si aggira ancora per la caffetteria a caccia di muffin (ha ancora la fornitura a vita), ma ora viene visto dal personale sotto una luce del tutto nuova: tutti si chiedono come mai passi tanto tempo in ospedale nonostante non lavori più lì. Così Kelso finge di dover partire con sua moglie, ma durante un'uscita per pranzo J.D. ed Elliot lo scovano nascosto in un'altra caffetteria.
I due, che passano sempre più tempo insieme, cercano di aiutarlo con una comunione di intenti tale da fargli pensare che loro due stiano di nuovo insieme e quando Kelso esprime questa sua impressione, J.D. ed Elliot iniziano a ripensare al loro rapporto, ma in modo non molto sincero.
Durante un vero e proprio confronto, i due esprimono i loro sentimenti a viso aperto, confessando di volersi ancora bene come un tempo ma di avere paura che le cose possano andare male di nuovo.
Kelso fa loro capire che bisogna fare ciò che ci rende felici e affrontare le proprie paure ascoltando i sentimenti.
Intanto alla luce del licenziamento di Maddox, l'Inserviente e Jimmy ("the overly touchy orderly", ovvero "l'inserviente maniaco del contatto fisico") sono stati riassunti. Ted è felice del ritorno dell'inserviente fino a quando lui lo costringe a fare il suo lavoro rivelandogli che in realtà è solo tornato all'ospedale, ma non è stato ancora riassunto. Tuttavia, con uno stratagemma, l'inserviente riesce nell'intento. Intanto il dottor Cox e Turk continuano con i loro litigi: questa volta è Cox che confessa di non fidarsi dei chirurghi, dato che ogni volta che chiede un consulto assiste alla visita di Turk.
Stranamente sarà Todd questa volta a fare capire al dottor Cox che se si fidasse un po' di Turk i loro dissidi finirebbero.
Alla fine J.D. riflette su ciò che Kelso ha detto a lui ed Elliot, così decide di seguire il consiglio e capisce che per loro è giunto il momento di tornare insieme.

## Il mio ABC
- Titolo originale: My ABC's
- Diretto da: Bill Lawrence
- Scritto da: Bill Lawrence

### Trama
Ormai gli specializzandi sono rodati ed è ora di scegliersi i propri lacchè personali. Così J.D., Elliot e Cox si prendono rispettivamente Denise, Katie ed Ed. Ma le cose non vanno proprio come speravano e, in mezzo alle fantasie di J.D. sui Muppet, Cox si rende immediatamente conto di odiare Ed, anche se non capisce il perché e J.D. è impressionato dall'eccessiva mascolinità di Denise. Solo Elliot al principio sembrerà andare d'amore e d'accordo con Katie, poiché si rivede in lei quando aveva appena iniziato, ma alla fine scoprirà che la ragazza l'ha manipolata per tutto il tempo per essere ulteriormente avvantaggiata rispetto agli altri. Dopo avere consultato persino l'inserviente Cox capisce che detesta Ed perché è pigro e non sprecherà mai un minuto di più dello stretto necessario. J.D. tenterà di insegnare a Denise la compassione per i pazienti fallendo miseramente. Tutti e tre i medici si ritroveranno quindi a osservare i propri terribili specializzandi sperando che quell'anno passi il più in fretta possibile.

## I miei pantaloni da biscotti
- Titolo originale: My Cookie Pants
- Diretto da: Gail Mancuso
- Scritto da: Clarence Livingston

### Trama
J.D. ed Elliot sono tornati insieme. Il loro rapporto sembra più maturo e amano condividere le piccole cose. Però i due non hanno ancora fatto sesso perché entrambi vogliono che sia una cosa speciale. Così nel suo giorno libero, Elliot promette a J.D. che, quando tornerà a casa, passerà la notte più speciale della sua vita. Questa sua stessa dichiarazione la getta nel panico, poiché conosce talmente bene J.D. che non sa più cosa inventarsi per sorprenderlo. Così, dopo essersi sfogata lasciando un messaggio alla segreteria telefonica di Carla che è fuori città perché sua zia ha avuto un incidente, rincorre Turk per tutto l'ospedale nei suoi 'pantaloni da biscotto' per capire cosa può piacere a J.D. Dopo avere formulato delle ipotesi molto strampalate, Turk le rivela che il motivo per cui lui e Carla sono così affiatati a letto, è che non cercano ogni volta di renderlo speciale, solo di entrare in sintonia. Alla fine Elliot dà ascolto al suo amico e segue i consigli di Turk, aspettando J.D. a casa esattamente come l'ha lasciato: con i 'pantaloni da biscotto'.
J.D., al lavoro, è alle prese con la freddezza di Denise verso i pazienti e tenta di spingerla nella direzione giusta facendole capire che ognuno in ospedale ha i suoi difetti e deve lavorare sodo per cambiarli.
Al dottor Cox viene offerto il posto di primario. Spaventato dalla descrizione del nuovo lavoro da parte di Kelso (dover lavorare di più e avere più difficoltà a far funzionare la vita matrimoniale e da genitore, oltre a dover prendere decisioni difficili come lui), Cox inizialmente rifiuta ma, su spinta dello stesso Kelso (minacciato da Jordan), accetterà. Kelso stesso rivela di averlo raccomandato e i due si chiedono se per disgrazia non stiano diventando amici.

## Il mio nuovo ruolo
- Titolo originale: My New Role
- Diretto da: Will Mackenzie
- Scritto da: Dave Tennant

### Trama
Il dottor Cox è ufficialmente il nuovo primario di medicina e subito si rende conto che sarà una vita di sacrifici. Inaspettatamente Kelso gli fornisce le prime dritte e gli rivela il lato negativo della sua nuova professione: il primario è obbligato a seguire le regole e ad assumersi molte responsabilità. Cox non potrà più comportarsi come prima. J.D. cerca comunque la complicità di Cox, ma se la vede rifiutare e ne rimane sconvolto. Così è Kelso a fargli capire che ora i "protagonisti sono cambiati": adesso Cox è ciò che una volta era Kelso e J.D. è il nuovo Cox destinato a opporsi a lui per mantenere l'equilibrio tra regole e buonsenso all'interno dell'ospedale. J.D. istigherà Cox a violare le regole ogni volta che ce ne sarà veramente bisogno, e Cox lo odierà per questo.
Intanto Carla cerca di istruire Elliot sul modo di trattare con le infermiere. Elliot, infatti, rispetta solamente Carla ma tratta male le altre infermiere dell'ospedale. Così l'amica le fa capire che anche lei sta subendo da quando è diventata amica di due dottori e moglie di un chirurgo; così Elliot afferra la lezione e riesce ad avvicinarsi al gruppo delle infermiere, facendo loro capire che la sua amicizia con Carla può essere un buon modo per appianare i problemi fra medici e infermiere una volta per tutte.

## Il mio avvocato innamorato
- Titolo originale: My Lawyer In Love
- Diretto da: Mark Stagemann
- Scritto da: Deb Fordham

### Trama
Ted, dopo il rifiuto del dottor Cox di fare cantare la sua band in pediatria, decide di andare a verificare il motivo di persona. Lì incontra Stephanie Gooch, una suonatrice di ukulele che si occupa dell'intrattenimento dei bambini. Ted si innamora della donna, ma non riesce nemmeno a parlare in sua presenza. J.D. e l'inserviente, in tregua momentanea, aiutano l'avvocato a trovare un po' di fiducia in se stesso. Alla fine Ted riuscirà a confessare i suoi sentimenti a Gooch e i due cominciano a uscire insieme.
Il dottor Cox vuole gestire tutti i suoi impegni in prima persona, ma ben presto si accorge che il tempo ridotto che può dedicare alle varie attività diminuisce inevitabilmente la qualità delle sue prestazioni. Così Cox si rassegna a farsi aiutare: sarà Jordan a occuparsi dei figli, Carla a gestire le infermiere e J.D. a dargli una mano con i pazienti. Inoltre decide di licenziare Ed a causa della sua pigrizia esagerata.

## La mia assenza
- Titolo originale: My Absence
- Diretto da: John Putch
- Scritto da: Deb Fordham, Andrew Schwartz

### Trama
J.D. si è preso una pausa dal suo lavoro in ospedale ed è a casa in vacanza, ma Elliot sente molto la sua mancanza e i due si telefonano di continuo. Ciò dà vita a momenti esilaranti, soprattutto quando J.D. le chiede di mettere il telefono nella tasca del Dottor Cox per fargli sentire la sua voce.
Elliot sta curando un'anziana amica di Kelso che ha da poco perso il marito e rimane sconvolta quando la donna muore per una semplice polmonite; Kelso le fa capire che a volte ci si può lasciare andare dopo aver vissuto tanti anni insieme, e così Elliot va in paranoia perché si rende conto di essere diventata troppo dipendente da J.D. Sarà poi Kelso a dirle di non aver paura di amare troppo J.D. e che l'idea di morire per aver perso l'uomo che ama dopo una vita felice non sia affatto una prospettiva negativa.
Carla annuncia di essere incinta. Turk vuole festeggiare, ma nessuno fornisce a Turk troppa soddisfazione perché si tratta del secondo figlio. Alla fine lui si rende conto di come questo non sia importante poiché l'unica cosa che conta è che un altro bambino sta venendo al mondo. Carla, invece, è alle prese con un dilemma morale quando Cox le fa notare che non si interessa più ai suoi pazienti come una volta.
- Curiosità: È il primo episodio in cui J.D. non appare fisicamente, si sente solo la sua voce tramite il telefono di Elliot.

## Il mio comedy show
- Titolo originale: My Comedy Show
- Diretto da: Ted Wass
- Scritto da: Devin O. Mahoney, Chris Rego-Marquiis

### Trama
J.D. e Turk decidono di mettere in scena il loro annuale show coinvolgendo i nuovi specializzandi, che non ne sono proprio entusiasti. I due cercano in tutti i modi di farsi riconoscere la giusta comicità, ma la cosa gli si ritorce contro quando Denise e Sunny si ritrovano a fare uno sketch su di loro e a ridicolizzare le loro manifestazioni d'affetto reciproco baciandosi.
Intanto Elliot cerca di dare una lezione a Denise quando si rende conto che la specializzanda non pensa a vivere la sua vita e a divertirsi, ma al contrario passa troppo tempo in ospedale.
Carla è alle prese con l'inserviente, che l'ha scoperta in un imbarazzante momento: mentre si stava togliendo un pelo. L'infermiera capisce che la cosa migliore sia convincere l'inserviente che la cosa non è mai accaduta e che lui inizia ad avere delle allucinazioni.

## Il mio nah nah nah
- Titolo originale: My Nah Nah Nah
- Diretto da: John Putch
- Scritto da: Kevin Biegel
- Guest: Tim DeKay

### Trama
J.D. fa alcune riflessioni sulle mani e su come queste siano "finestre" dei sentimenti.
Jordan si irrita quando si rende conto che Perry porta la fede e l'inserviente le fa notare che la indossa da mesi, prendendola come un altro modo per infastidirla, ma Perry le risponde che in realtà la mette soltanto perché è felice con lei e indossarla lo fa sentire bene; Turk è alle prese con un paziente che rischia di rimanere paralizzato dal collo in giù e così, per dare speranza al disperato padre, decide di tentare una terapia molto discussa e sperimentale per ridargli l'uso delle gambe, cosa che potrebbe costargli la carriera, mentre l'inserviente è preoccupato perché la sua fidanzata, Lady, non vuole tenergli la mano e così si è convinto che lo voglia lasciare.
Le riflessioni finali di J.D. lo portano a capire che le mani e i loro gesti possono esprimere amore, accettazione e, in alcuni casi, anche speranza. Lady rivela all'inserviente che non gli tiene la mano perché ha la fobia dei germi, ma che lui è l'unica persona con cui sente libera di essere se stessa, l'inserviente si dimostra molto comprensivo e ammette che questa sua stranezza gli piace, Jordan comincia a sua volta ad indossare la fede, rendendo felice Perry, mentre la terapia di Turk funziona e il paziente risponde agli stimoli alle mani, con grande felicità del padre.

## La loro storia II
- Titolo originale: Their Story II
- Diretto da: Michael McDonald
- Scritto da: Andrew Schwartz

### Trama
J.D. si rende conto che è passato molto tempo da quando lui era uno specializzando. Questo lo porta a chiedersi cosa possano pensare i ragazzi che segue adesso in qualità di medico di ruolo. Ognuno di loro dimostra, attraverso la voce dei propri pensieri, tutte le sfumature di sensazioni provate anche da lui agli inizi: la ricerca di attenzioni e riconoscimento per aver fatto bene il proprio lavoro, il bisogno di una guida ed anche l'importanza di prendersi le proprie responsabilità.
Turk è geloso perché J.D. si trova improvvisamente al centro dell'attenzione: in ospedale, infatti, si rendono tutti conto che J.D. è l'unico che riesca a far ragionare il nuovo primario Cox e a ottenere ciò che serve per migliorare la struttura. I due litigano, ma poi vengono riportati alla realtà dai commenti del nuovo tirocinante di chirurgia. Denise, invece, cerca l'approvazione di Elliot quando vorrebbe far eseguire un intervento delicato a una paziente, ma lei all'inizio non vuole ascoltarla. Quando accetta di sottoporre la ragazza a una biopsia, l'esame dà torto a Denise e procura una cicatrice alla paziente. Sunny, invece, è sorpresa quando si rende conto che l'inserviente non vuole farle scherzi come fa con tutti gli altri tirocinanti e dottori; lui le rivela che probabilmente lei non reggerebbe alle sue "torture". Nel finale J.D. si ritrova a constatare che in ogni caso la cosa migliore per tutti è quella di essere se stessi e dare il meglio per riuscire nel proprio lavoro.

## La mia luna piena
- Titolo originale: My Full Moon
- Diretto da: John Michel
- Scritto da: Kevin Biegel

### Trama
Elliot e Turk si trovano insieme a fare il turno di notte all'ospedale e devono occuparsi non solo dei pazienti, ma anche di tutti gli specializzandi. A ognuno dei ragazzi viene dato un incarico più o meno importante, e inizialmente tutti sembrano non riuscire a portarlo a termine. Nel frattempo ritorna in ospedale una paziente di Elliot che ha dei sintomi che portano la dottoressa a credere che sia anoressica, ma Elliot dovrà ricredersi quando scopre che è positiva al test dell'HIV.
Durante la notte i due amici si trovano a riflettere sul loro lavoro: Turk si rende conto di quanto gli piaccia fare il medico. Elliot, invece, gli rivela che non è sicura di voler fare il medico per tutta la vita.
- Curiosità: È il secondo episodio in cui J.D. non appare, questa volta non si sente nemmeno la sua voce al telefono. Inoltre è l'unico episodio in cui sono presenti soltanto due membri del cast principale, Elliot (Sarah Chalke) e Turk (Donald Faison).

## La mia anima in fiamme (1ª parte)
- Titolo originale: My Soul On Fire, Part 1
- Diretto da: Bill Lawrence
- Scritto da: Bill Callahan

### Trama
L'inserviente invita tutti alle Bahamas per il suo "matrimonio" con Lady, dando ai colleghi dell'ospedale solo tre giorni di anticipo, convinto che nessuno andrà e che tutti si limiteranno a fargli i regali. Nel frattempo Elliot dice a J.D. che lo ama; J.D. risponde allo stesso modo, ma in modo non abbastanza romantico. Elliot, quindi, vuole che lui crei l'atmosfera giusta per dirglielo. Intanto Turk vorrebbe passare più tempo da solo con Carla, ma lei sembra pensare solo alla figlia e al bimbo in arrivo.
J.D., sorpreso e commosso dall'invito dell'inserviente, convince tutti ad andare al suo matrimonio, ma quando il gruppo raggiunge le Bahamas, l'inserviente si arrabbia con lui per aver portato tutta quella gente. Dopo aver parlato con Elliot, Lady decide di sposarsi realmente e fare una bella cerimonia, cosa che porta l'inserviente a preparare una vendetta nei confronti di J.D.
Intanto Cox e Jordan litigano perché lui lavora al computer anche durante la vacanza alle Bahamas. In realtà Perry ha sbrigato tutto il lavoro in precedenza e vuole solo punire Jordan per avere detto che durante la vacanza si sarebbe divertita ancora di più se non lo avesse avuto fra i piedi tutto il tempo. Kelso, invece, passa tutto il suo tempo al bar a bere Bahama Mama.

## La mia anima in fiamme (2ª parte)
- Titolo originale: My Soul On Fire, Part 2
- Diretto da: Bill Lawrence
- Scritto da: Bill Callahan

### Trama
J.D. dice a Elliot che non le farà nessuna dichiarazione perché trova sciocca la sua ricerca continua della perfezione delle parole "ti amo"; Turk confessa a Carla che ormai si comporta solo da mamma e non più da moglie, ma lei non vuole saperne di lasciarsi andare e continua a telefonare a Isabella ogni volta che può. Jordan e Cox discutono perché lui le dice che non vuole più giocare ai coniugi che fingono di detestarsi quando invece loro due si amano.
Le coppie continuano a litigare fino al momento della cerimonia, quando si rendono conto di quanto amano la persona che hanno accanto. Così Carla scende in spiaggia con Turk pronta a tornare anche una "moglie" oltre che una mamma, J.D. dice a Elliot quanto la ama in modo romantico (la ama più di Turk!), e Cox si concede un po' di svago con Jordan, la quale finalmente ammette che qualunque cosa faccia è più divertente se c'è anche Perry.
Kelso, invece, rimane per tre giorni senza alzarsi dalla sedia di un bar e continua a bere drink.
- Curiosità: Il giudice di pace che celebra il matrimonio tra l'inserviente e Lady è interpretato da Bill Lawrence, creatore della serie e regista di questo episodio.

## Il mio perché
- Titolo originale: My Cuz
- Diretto da: Linda Mendoza
- Scritto da: Kevin Biegel

### Trama
Sean, ex ragazzo di Elliot, sta insieme a Kim. J.D. lo nomina "cugino di salsicciotto", in quanto entrambi hanno fatto sesso con la ragazza dell'altro. Intanto il dottor Cox sta cercando il nuovo primario di chirurgia e Turk, sollecitato da Carla, si fa avanti per ottenere quel posto. Cox non è convinto e rifiuta, al che Turk continua ad insistere, senza successo. Sarà solo dopo aver verificato come Turk sia un bravo mentore per gli specializzandi e assistenti di chirurgia a farlo decidere di promuovere Turk, che lo ringrazierà soddisfatto.
J.D. si sente minacciato dalla possibilità che il figlio non lo veda come un vero padre perché lo vede sì ogni giorno, ma per poco tempo. Decide quindi di traslocare vicino a Kim, in modo da poter passare molto più tempo con Sam.

## La mia preoccupazione principale
- Titolo originale: My Chief Concern
- Diretto da: Zach Braff
- Scritto da: Neil Goldman e Garrett Donovan

### Trama
A J.D. viene offerta la possibilità di diventare direttore sanitario e fare carriera nell'Ospedale dove lavora Kim. Questo lo porterà ad ottenere uno stipendio più alto, un lavoro migliore e più tempo libero da passare con il figlio Sam (essendo il Sacro Cuore molto lontano dalla sua nuova casa trascorreva molto tempo in auto). A malincuore decide quindi di abbandonare il Sacro Cuore entro fine mese. Le reazioni degli amici e dei colleghi sono molto differenti. Carla e Turk sono tristi perché lo vedranno meno, soprattutto quest'ultimo quando capisce come le loro abitazioni siano lontane e che quindi sarà difficile, tra il lavoro e i figli, vedersi con continuità. Persino l'inserviente è arrabbiato per la partenza di J.D. perché la sua vita è finalmente serena e la partenza di J.D. porterà inevitabilmente dei cambiamenti che potrebbero rovinare il suo equilibrio. Cox, invece, appare felicissimo della partenza di J.D., ma da come tratterà con più freddezza gli altri specializzandi Carla capisce che in realtà è triste che il suo ex pupillo se ne vada.

## Il mio finale
- Titolo originale: My Finale
- Diretto da: Bill Lawrence
- Scritto da: Bill Lawrence

### Trama

L'ultima fantasia di JD, in cui il protagonista vede ciò che succederà nel futuro

È l'ultimo giorno di J.D. al Sacro Cuore. La giornata rappresenta per lui un giorno speciale, ma così non sembra essere per la maggior parte dello staff. Gli unici che sono realmente dispiaciuti per la sua partenza sono Turk, Carla ed Elliot. L'unico a salutarlo e a fargli i migliori auguri come si deve oltre loro è Kelso. Durante tutta la giornata J.D. cerca di farsi dare un abbraccio dal dottor Cox e di scoprire il vero nome dell'Inserviente. Nel frattempo deve anche curare un'anziana donna affetta dalla malattia di Huntington e suo figlio che non vuole scoprire se anche lui abbia la stessa malattia. J.D. non riesce a capire il motivo di rimanere all'oscuro di una cosa del genere. Solo alla fine capisce che finché uno non sa di essere condannato a morire può cambiare la sua vita, lui è l'artefice del suo destino. J.D. infatti capisce che non otterrà nulla senza pretenderlo. Così trae in inganno Cox e gli fa dire la verità: per Cox lui è il miglior medico che c'è nell'ospedale perché va oltre i suoi doveri principali e lo stima anche come persona. J.D. sente tutto e corre ad abbracciare Cox e questo per una volta non si ritrae ma accetta l'abbraccio. J.D. infine chiede all'inserviente il suo vero nome e quest'ultimo gli dice di chiamarsi Glenn Matthews e gli rivela perché non gliel'aveva mai detto prima: non glielo aveva mai chiesto. Subito dopo un infermiere lo chiama "Tommy", facendo pensare che abbia ingannato di nuovo J.D. (Lawrence afferma però che Glenn sia davvero il suo nome). J.D. se ne va quindi dall'ospedale con aria soddisfatta. Prima di lasciarlo però ha un'ultima fantasia in cui incontra tutti i personaggi che ha incontrato nell'ospedale e fuori. Da suo fratello Dan, il primo che incontra, fino a Hooch (medico nevrotico che J.D. e Turk hanno sempre preso in giro) che si trova proprio prima della porta d'uscita. J.D. oltrepassa questa porta e fuori immagina di vedere il suo futuro come se fosse un film proiettato su un telone al cinema. Si vedono J.D. ed Elliot che si sposano e che hanno il loro primo figlio. Si vedono J.D., Turk, Carla, Elliot, Cox, Jordan e i loro due figli insieme a fare il cenone di Natale e si scopre anche che J.D. e Cox sono diventati veramente amici e difatti si abbracciano. Sul telone si vede ciò che succederà ancora più in là nel tempo: Sam (il figlio di J.D.) e Isabella (la figlia di Turk) si sposano e questo fa svenire più volte J.D. dalla felicità. Il video finisce con Elliot e J.D. che abbracciano loro figlio. La fantasia di J.D. finisce e questo si accorge che in realtà nessuno è venuto a salutarlo adesso che è veramente andato via dall'ospedale. J.D. infine prende la sua auto e va a casa dalla sua futura moglie dicendo che forse, per una volta, le sue fantasie potrebbero avverarsi.
Ci sono poi quattro minuti di "dietro le quinte" dove fanno vedere mentre girano le ultime scene dei quattro protagonisti (J.D., Turk, Elliot e Carla) con tanto di commenti del regista e sceneggiatore dell'episodio (Bill Lawrence).
- Curiosità: L'unico personaggio ricorrente che non è comparso nell'episodio è Doug, il patologo del Sacro Cuore.
- Curiosità: L'inserviente che alla fine dell'episodio butta nel cassone della spazzatura gli striscioni di JD e che augura la buona notte a quest'ultimo è interpretato da Bill Lawrence, creatore della serie e sceneggiatore e regista di questo episodio.